# Meridiani Planum

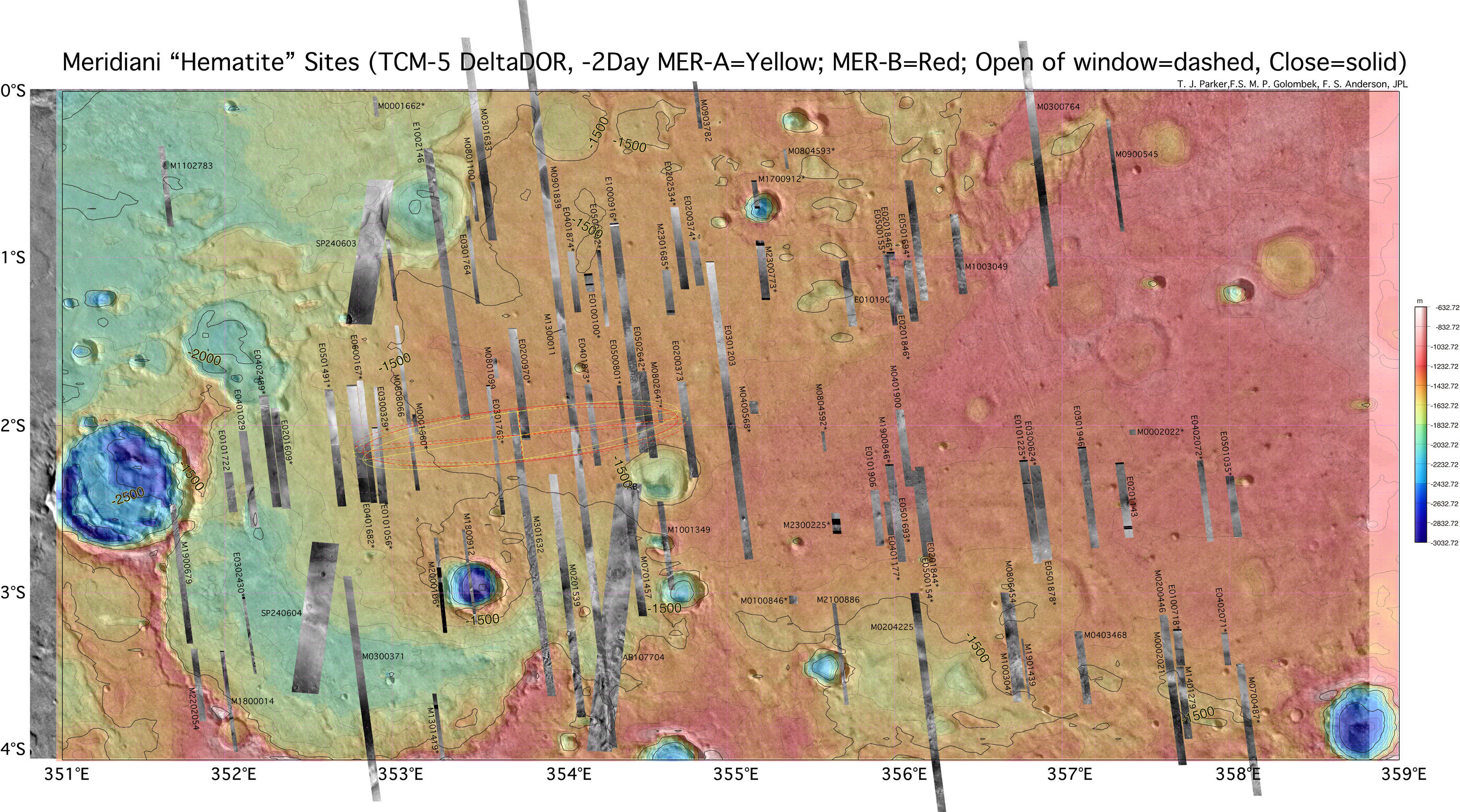
Kaart van Meridiani Planum met hematietconcentraties

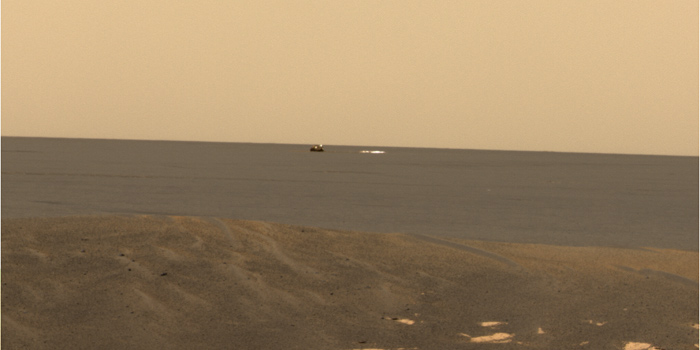
De Mars Exploration Rover Opportunity blikt naar het zuidwesten over Meridiani Planum. Verpakking en parachute van de rover zijn zichtbaar in de verte.

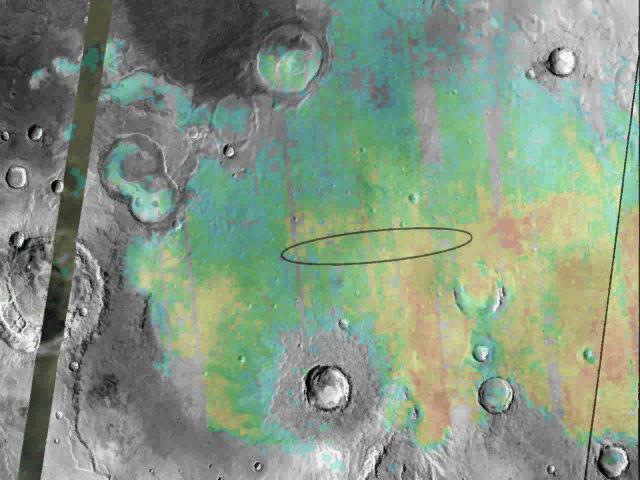
Hematietafzettingen in Meridiani Planum gekarteerd vanuit een baan om Mars, met landingsplaats van Opportunity rover in de ellips.

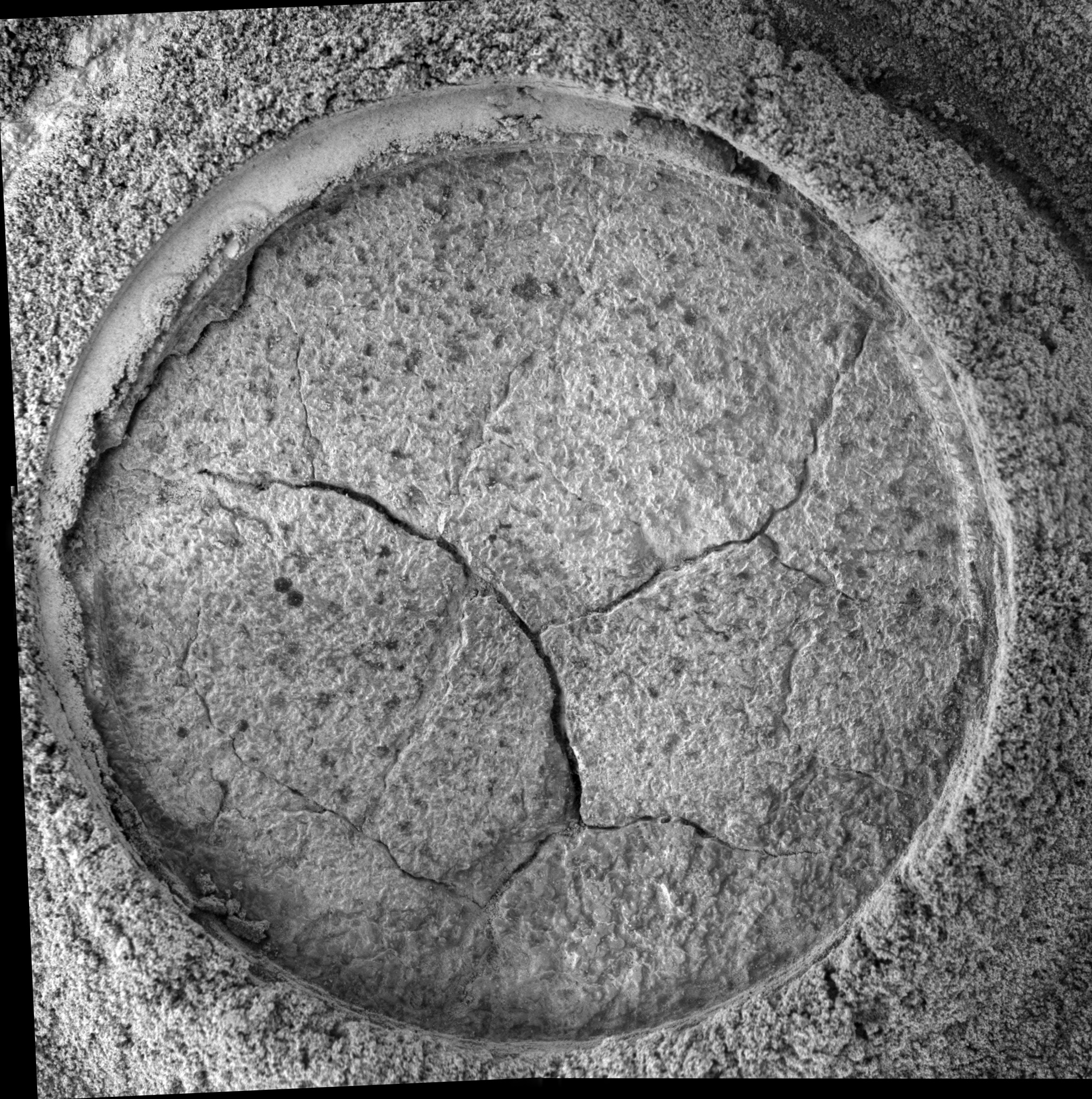
Rots aan het oppervlak bij Beagle Crater, gefotografeerd door Opportunity

Meridiani Planum is een vlakte rond 0,2° Noorderbreedte, 357,5° Oosterlengte op de equator van de planeet Mars in het westelijk deel van Sinus Meridiani.

## Hematiet
Op de vlakte bevindt zich een zeldzame aanwezigheid van grijs kristalvormig hematiet. Op aarde wordt hematiet meestal gevormd in warmwaterbronnen of in stilstaande waterreservoirs. Hierom denken veel wetenschappers dat het hematiet op Meridiani Planum een aanwijzing kan zijn dat er vroeger water te vinden was op Meridiani Planum. Het hematiet is deel van een gelaagde sedimentaire rotslaag die naar schatting zo'n 200 meter dik is. Andere kenmerken van Meridiani Planum zijn vulkanisch basalt en inslagkraters.

## Rover
In 2004 was Meridiani Planum de landingsplaats voor de tweede Mars Exploration Rover genaamd Opportunity. Het was ook de geplande landingsplaats voor de Mars Surveyor 2001 lander die geschrapt werd na het mislukken van de Mars Climate Orbiter en Mars Polar Lander missies.

## Resultaten
Voorlopige resultaten van de Opportunityrover hebben al bewezen dat Meridiani Planum langdurig doordrenkt was met water van waarschijnlijk een hoge zout- en zuurgraad. Terreinkenmerken die dit aantonen, omvatten kruisgelaagde sedimenten, de aanwezigheid van vele miniatuurkogeltjes van hematiet en de aanwezigheid van grote hoeveelheden magnesiumsulfaat en overige sulfaatrijke mineralen zoals jarosiet.

## Kratersop de Meridiani Planum
- Airy Crater – 40 (km) diameter en rond 375 km ten westzuidwesten van Opportunity
  - Airy-0 – ligt binnen de Airy krater op de nulmeridiaan van Mars
- Argo Crater – bezocht door Opportunity
- Beagle Crater – bezocht door Opportunity
- Beer Crater
- Eagle Crater – Landingsplaats van Opportunity, 30 m diameter
- Emma Dean Crater – bezocht door Opportunity
- Endurance Crater – bezocht door Opportunity
- Erebus Crater – bezocht door Opportunity
- Mädler Crater
- Victoria Crater – bezocht door Opportunity, 750 m diameter
- Vostok Crater – bezocht door Opportunity